# Siernur
Siernur (ros. Сернур, mar. Шернур) – osiedle typu miejskiego w środkowej Rosji, na terenie wchodzącej w skład tego państwa Republiki Mari El, we wschodniej Europie.
Miejscowość liczy 9082 mieszkańców (1 stycznia 2005 r.).